# Pachnobia daisetsuzana
Pachnobia daisetsuzana là một loài bướm đêm trong họ Noctuidae.